# Akonolinga
Akonolinga est une commune du Cameroun de la région du Centre et le chef-lieu du département du Nyong-et-Mfoumou. La commune fut créée en 1952.

## Population

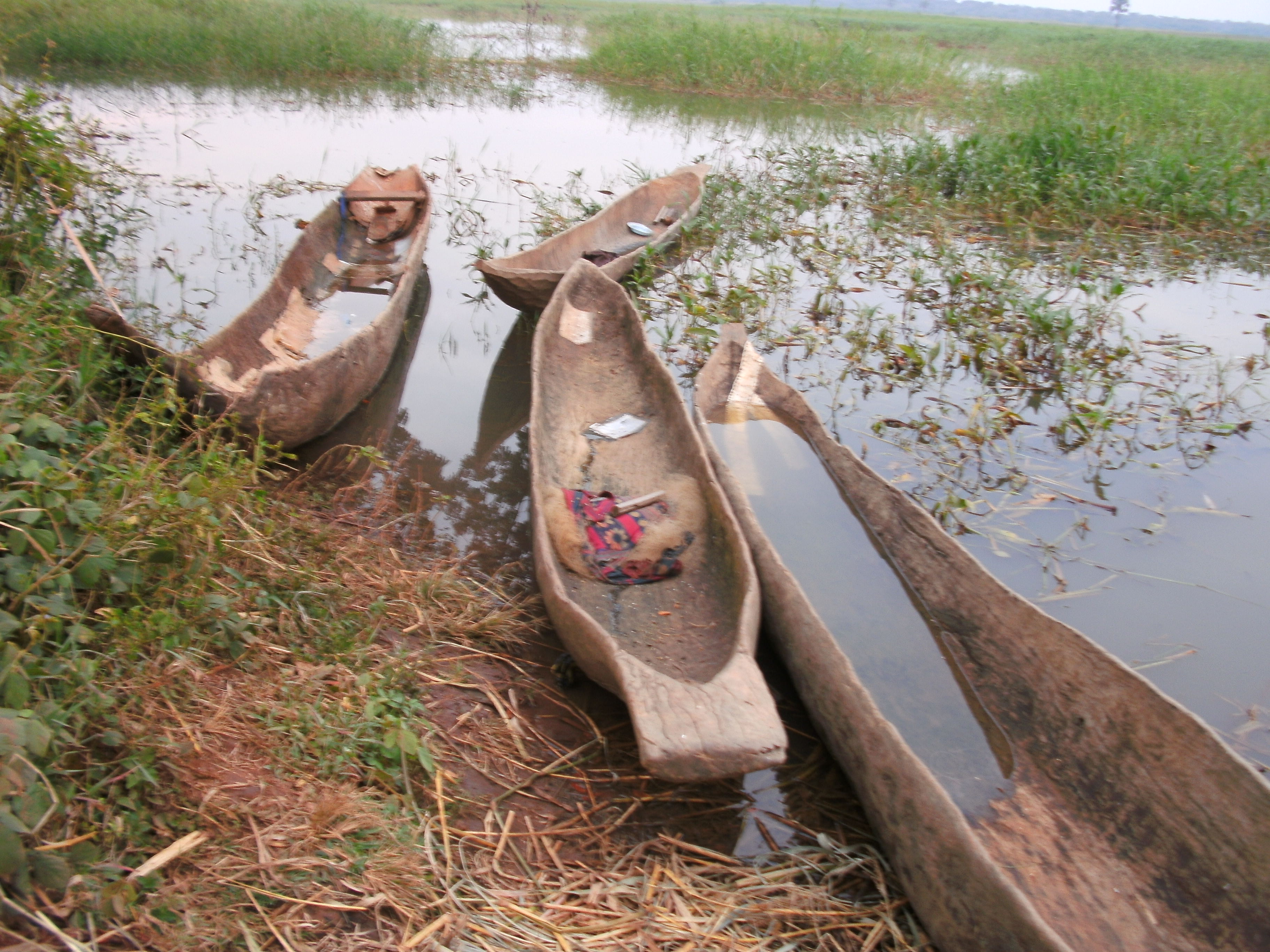
Pirogues monoxyles sur le Nyong.

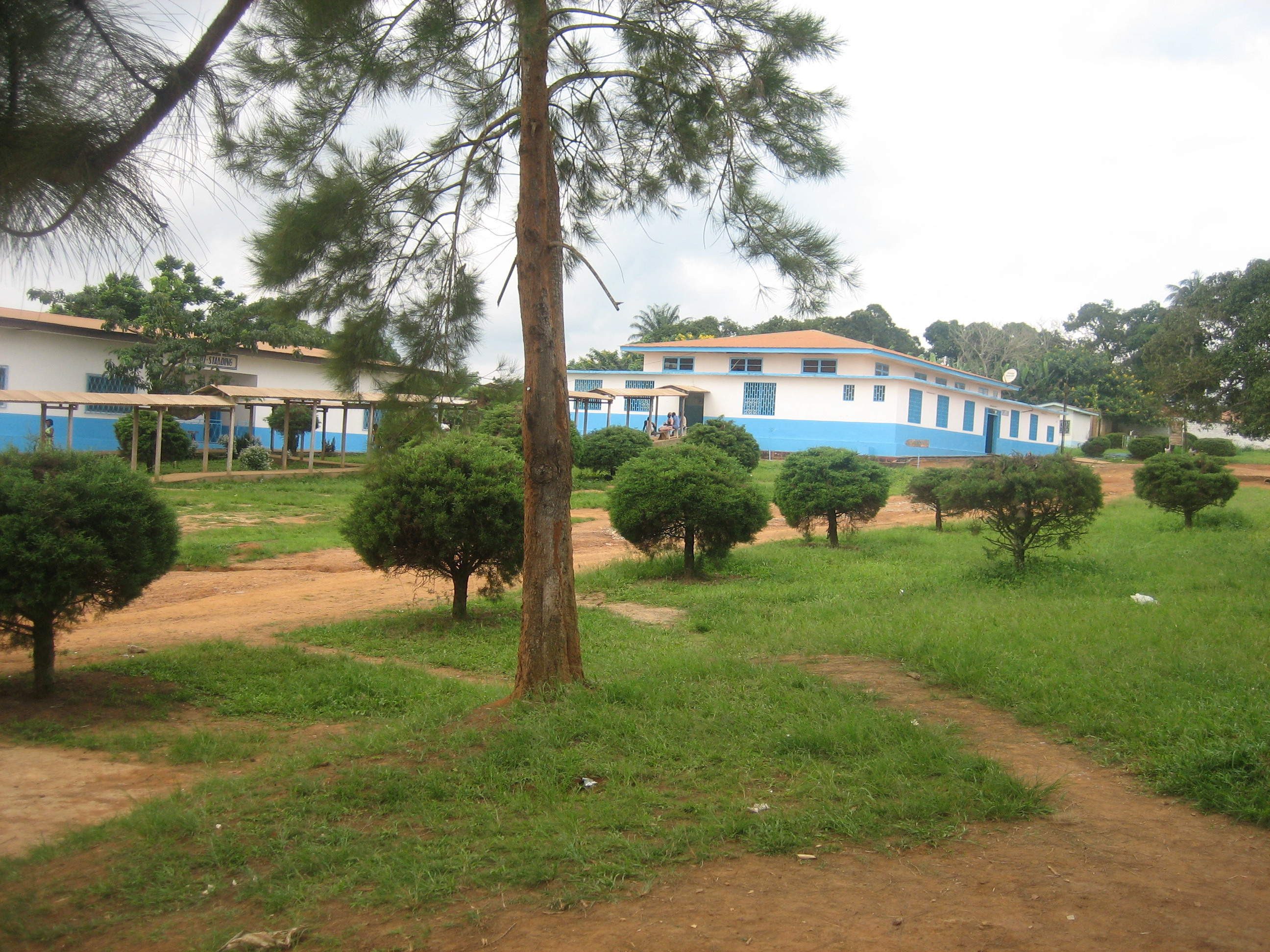
Hôpital de district d'Akonolinga.

Lors du recensement de 2005, la commune comptait 47 561 habitants, dont 19 282 pour la ville d'Akonolinga.
Les estimations de la commune sont plus élevées.

## Organisation
Akonolinga comprend les quartiers suivants :
- Evoung
- Mengang
- Atong
- Obok
- Nkolbek
- Omgbwang
- Mekomo
- Mbaka'a
- Teng

Outre Akonolinga et ses quartiers, la commune comprend les villages suivants :
- Ababa
- Abam
- Abem
- Afem
- Akoua
- Akoua
- Alangana
- Amak
- Andom
- Andom
- Assom
- Athé
- Biba
- Bidjong-Kane
- Bitsok
- Biyoka
- Bondi
- Bong
- Djoudjoua
- Ebanda
- Ebena
- Eboa
- Ebodoumou
- Ebolowa
- Edouma
- Efogo
- Efoulan
- Ekougou
- Ekougou II
- Ekoumdoum
- Ekoundou
- Elombo
- Eloum
- Emvane
- Emvong-Nen
- Emvong-To'o
- Essi
- Eyangap
- Eyangap
- Eyeh
- Fang-Sso
- Kamba
- Kane
- Kondane
- Koum
- Koundessong
- Kpwen
- Leh
- Loum
- Mbaka'a
- Mbaldjap
- Mbang
- Mbega
- Mbili
- Mebang
- Medjap
- Medjek
- Medoumou
- Meka'a
- Mekomo
- Mekong
- Mekoung
- Melane
- Mengana-Sso
- Mengueme-Sy
- Metondok
- Meyek
- Meyos
- Meyos
- Meza
- Mfan Ebe
- Mingueme
- Minlop
- Mvan
- Mvombo
- Ndibi
- Ndibidjeng
- Ndjong Medjap
- Ngalla
- Nganga
- Ngollé
- Ngoubou
- Ngoulemekong
- Nkang-Assé
- Nkanghkombo
- Nko
- Nkobiba
- Nkoldja'a
- Nlobolé
- Ntonga
- Nvan Mvong Nyengue
- Nyamoumou
- Poum-Poum
- Sololo
- Sso
- Tanga
- Tomba
- Yeme Yeme
- Zalom

## Personnalités nées à Akonolinga
- Patrick Alphonse Bengondo, footballeur

### Liens externes

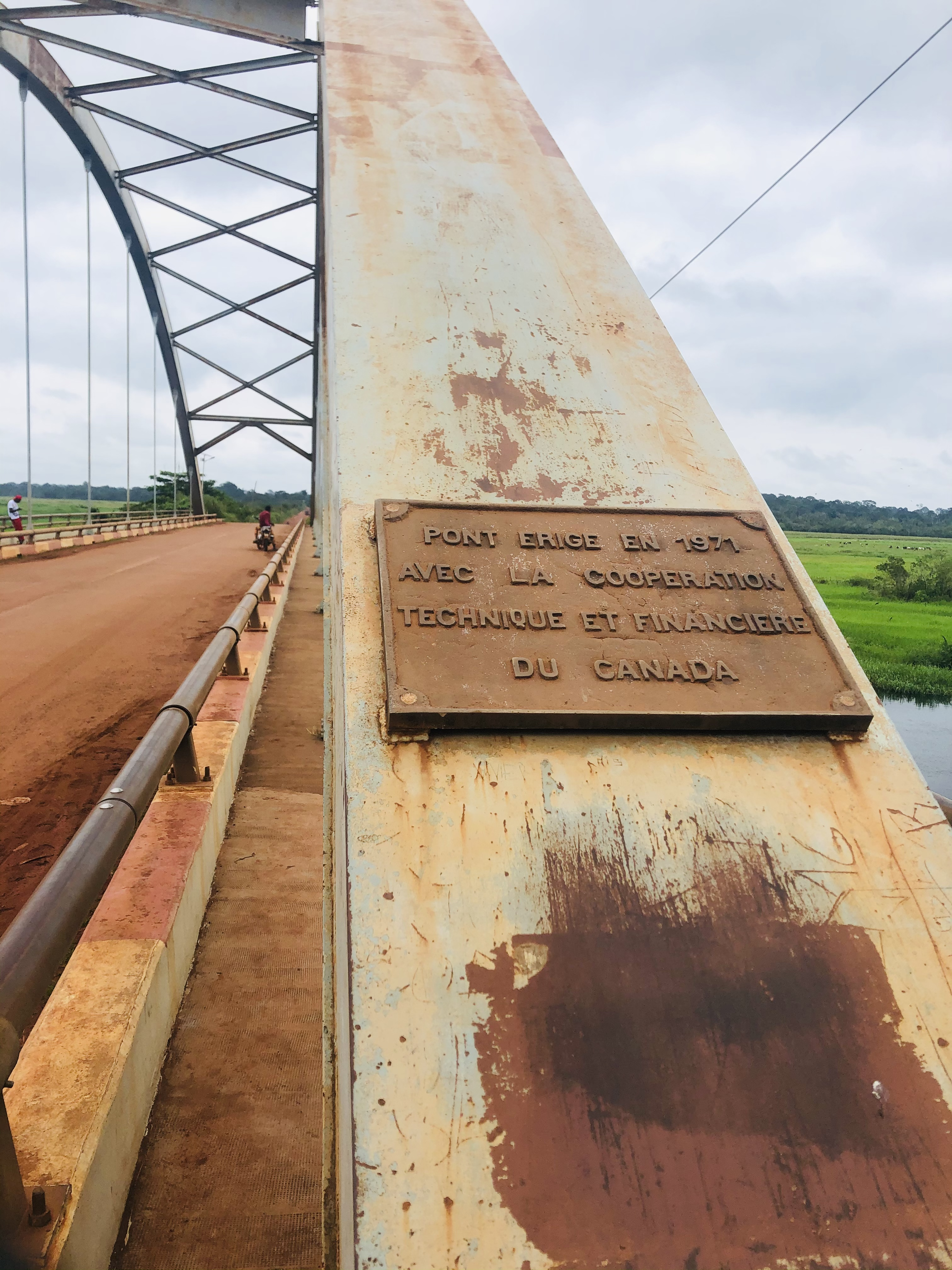
Pont sur le NYONG d'Akonolinga
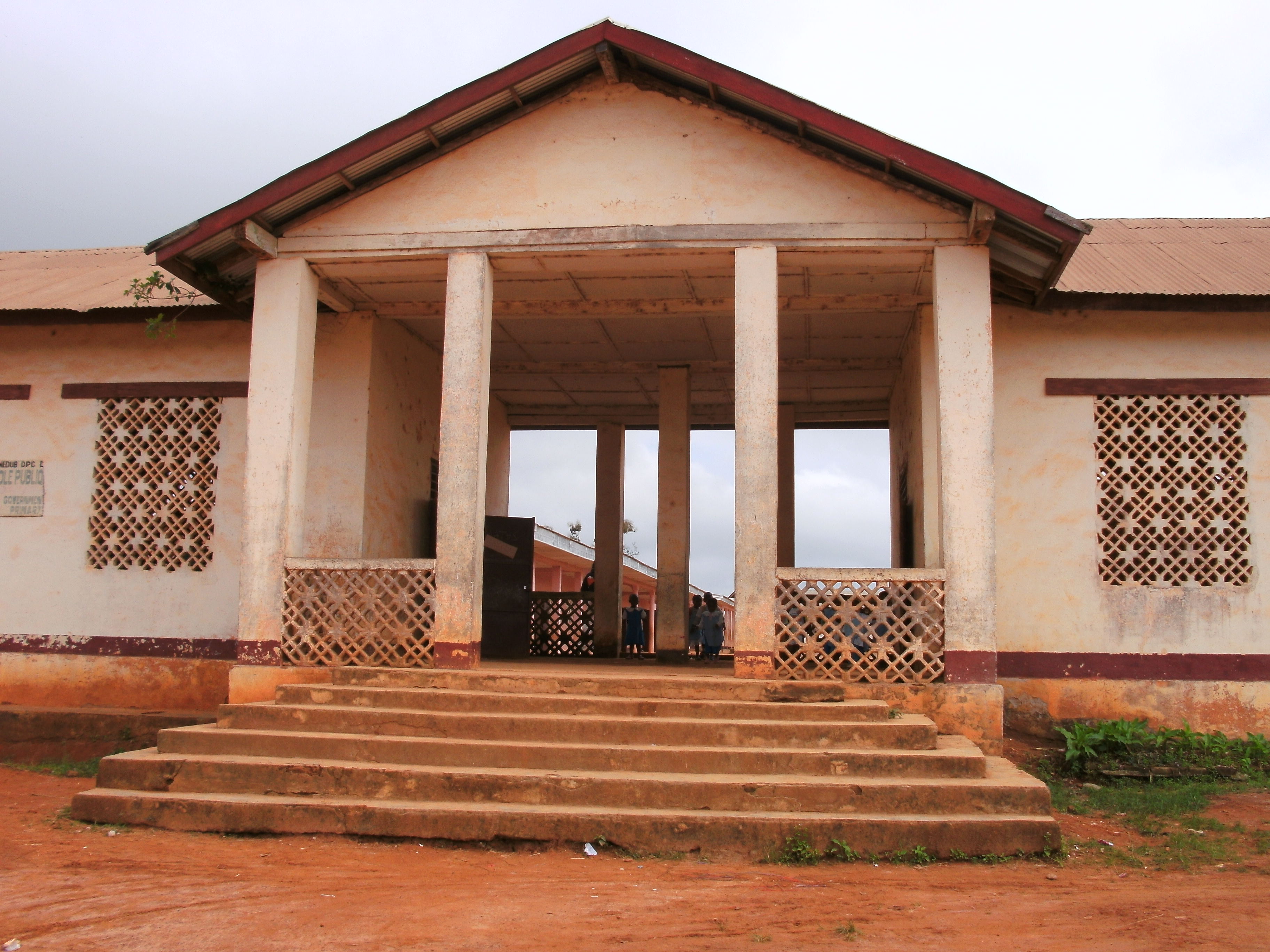
Entree de l'ecole primaire